# Dolmen du Devès de Félines
Der Dolmen du Devès de Félines (auch Dolmen de Lagarde bzw. de La Gardia genannt) liegt auf einem Hügel westlich von Murat-sur-Vèbre, bei Mazamet im Département Tarn in Frankreich. Dolmen ist in Frankreich der Oberbegriff für neolithische Megalithanlagen aller Art (siehe: Französische Nomenklatur). Der Ort ist bekannt für das Museum der Megalithen.
Der Dolmen besteht aus Gneis. Der nahezu flache Deckstein misst 2,3 × 1,47 × 0,48 m und liegt auf zwei niedrigen, leistenartigen seitlichen Tragsteinen.

## Kontext
Der Dolmen du Devès de Félines ist einer der wenigen Dolmen im Granitgebiet des südlichen Tarn. Es gibt dort etwa 100 Menhire und Statuenmenhire, aber weniger als 10 Dolmen. Im Kalksteingebiet im Norden des Départements gibt es eine große Zahl von Dolmen, aber weniger als fünf Menhire.
Das Museum Centre d’interprétation des Mégalithes in Murat-sur-Vèbre zeigt den Statuenmenhir von Dévès-de-Félines.